# Erijokaulon
Erijokaulon (lat. Eriocaulon), rod jednosupnica trajnica iz porodice Eriocaulaceae. Postoji preko 480 vrsta raširenih po svi kontinentima, u Europi uz obale Škotske i Irske (E. aquaticum), većina u tropskim krajevima južne Azije, Amerike, Afrike, Australije.
Vrste ovog roda vole vlažna staništa, plitke vode i močvare.

## Vrste
1. Eriocaulon abyssinicum Hochst.
2. Eriocaulon achiton Körn.
3. Eriocaulon acutibracteatum W.L.Ma
4. Eriocaulon acutifolium S.M.Phillips
5. Eriocaulon adamesii Meikle
6. Eriocaulon aethiopicum S.M.Phillips
7. Eriocaulon africanum Hochst.
8. Eriocaulon afzelianum Wikstr. ex Körn.
9. Eriocaulon albocapitatum Kimp.
10. Eriocaulon albotetrandra P.Biju, Josekutty & Augustine
11. Eriocaulon alleizettei Moldenke
12. Eriocaulon aloifolium R.J.Davies
13. Eriocaulon alpestre Hook.f. & Thomson ex Körn.
14. Eriocaulon alpinum P.Royen
15. Eriocaulon altogibbosum Ruhland ex Pilg.
16. Eriocaulon angustibracteum Kimp.
17. Eriocaulon angustifolium Körn.
18. Eriocaulon annamense Lecomte
19. Eriocaulon ansarii Pradeep & Sunil
20. Eriocaulon anshiense Punekar, Malpure & Lakshmin.
21. Eriocaulon apetalum Punekar, Malpure & Lakshmin.
22. Eriocaulon apiculatum Lecomte
23. Eriocaulon aquaticum (Hill) Druce
24. Eriocaulon aquatile Körn.
25. Eriocaulon araguaiense A.L.R.Oliveira & C.P.Bove
26. Eriocaulon arechavaletae Herter
27. Eriocaulon arenicola Britton & Small
28. Eriocaulon arfakense P.Royen
29. Eriocaulon arupense P.Royen
30. Eriocaulon asteroides S.M.Phillips
31. Eriocaulon athertonense G.J.Leach
32. Eriocaulon atratum Körn.
33. Eriocaulon atrum Nakai
34. Eriocaulon australasicum (F.Muell.) Körn.
35. Eriocaulon australe R.Br.
36. Eriocaulon balakrishnanii Punekar, Lakshmin. & Vasudeva Rao
37. Eriocaulon bamendae S.M.Phillips
38. Eriocaulon baramaticum Shimpale, Bhagat, R.B.Deshmukh & S.R.Yadav
39. Eriocaulon barba-caprae Fyson
40. Eriocaulon bassacense Moldenke
41. Eriocaulon batholithicola P.Royen
42. Eriocaulon beauverdii Moldenke
43. Eriocaulon belgaumensis Shimpale & S.R.Yadav
44. Eriocaulon benthamii Kunth
45. Eriocaulon bhutanicum Noltie
46. Eriocaulon biappendiculatum Manudev, Robi & Nampy
47. Eriocaulon bicolor Kimp.
48. Eriocaulon bilobatum Morong
49. Eriocaulon bolei Bole & M.R.Almeida
50. Eriocaulon bongense Engl. & Ruhland
51. Eriocaulon boni Lecomte
52. Eriocaulon brachypeplon Körn.
53. Eriocaulon brevipedunculatum Merr.
54. Eriocaulon breviscapum Körn.
55. Eriocaulon bromelioideum Lecomte
56. Eriocaulon brownianum Mart.
57. Eriocaulon brunonis Britten
58. Eriocaulon buchananii Ruhland
59. Eriocaulon buergerianum Körn.
60. Eriocaulon burchellii Ruhland
61. Eriocaulon burttii S.M.Phillips
62. Eriocaulon caaguazuense Ruhland
63. Eriocaulon cabralense Silveira
64. Eriocaulon caesium Griseb.
65. Eriocaulon candidum Moldenke
66. Eriocaulon capitulatum Moldenke
67. Eriocaulon carajense Moldenke
68. Eriocaulon carpentariae G.J.Leach
69. Eriocaulon carsonii F.Muell.
70. Eriocaulon catopsioides S.M.Phillips
71. Eriocaulon celebicum P.Royen
72. Eriocaulon ceylanicum Körn.
73. Eriocaulon chantaranothaii Praj. & J.Parn.
74. Eriocaulon cheemenianum P.Biju, K.S.Prasad, Augustine & R.Ansari
75. Eriocaulon cherrapunjianum R.Ansari & N.P.Balakr.
76. Eriocaulon chiangmaiense Praj. & J.Parn.
77. Eriocaulon chinorossicum Kom.
78. Eriocaulon chloanthe S.M.Phillips
79. Eriocaulon cinereum R.Br.
80. Eriocaulon cipoense Silveira
81. Eriocaulon clarksonii G.J.Leach
82. Eriocaulon collettii Hook.f.
83. Eriocaulon compressum Lam.
84. Eriocaulon comptonii Rendle
85. Eriocaulon concretum F.Muell.
86. Eriocaulon congolense Moldenke
87. Eriocaulon conicum (Fyson) C.E.C.Fisch.
88. Eriocaulon coniferum Herzog
89. Eriocaulon cookei Punekar, Malpure & Lakshmin.
90. Eriocaulon crassiscapum Bong.
91. Eriocaulon crassiusculum Lye
92. Eriocaulon cristatum Mart.
93. Eriocaulon cryptocephalum S.M.Phillips & Mesterházy
94. Eriocaulon cubense Ruhland
95. Eriocaulon cuspidatum Dalzell
96. Eriocaulon cylindratum A.L.R.Oliveira & C.P.Bove
97. Eriocaulon dalzellii Körn.
98. Eriocaulon damazianum Beauverd
99. Eriocaulon decangulare L.
100. Eriocaulon decemflorum Maxim.
101. Eriocaulon deightonii Meikle
102. Eriocaulon densum Mart. ex Colla
103. Eriocaulon denticulum Kimp.
104. Eriocaulon depauperatum Merr.
105. Eriocaulon depressum R.Br. ex Sm.
106. Eriocaulon desulavii Tzvelev
107. Eriocaulon devendranii Vijaya Sankar, K.Ravik. & Ganesh Babu
108. Eriocaulon dictyophyllum Körn.
109. Eriocaulon diloloense Kimp.
110. Eriocaulon dimerum (Giul. & E.B.Miranda) A.L.R.Oliveira
111. Eriocaulon dimorphopetalum Moldenke
112. Eriocaulon disepalum Ridl.
113. Eriocaulon distichoides Mangen
114. Eriocaulon dregei Hochst.
115. Eriocaulon duthiei Hook.f.
116. Eriocaulon eberhardtii Lecomte
117. Eriocaulon echinaceum P.Royen
118. Eriocaulon echinospermoideum Ruhland
119. Eriocaulon echinospermum C.Wright
120. Eriocaulon echinulatum Mart.
121. Eriocaulon edwardii Fyson
122. Eriocaulon ehrenbergianum Klotzsch ex Körn.
123. Eriocaulon ekmannii Ruhland
124. Eriocaulon elegantulum Engl.
125. Eriocaulon elenorae Fyson
126. Eriocaulon elichrysoides Bong.
127. Eriocaulon ensiforme C.E.C.Fisch.
128. Eriocaulon epapillosum Ruhland
129. Eriocaulon epedunculatum Potdar, Anil Kumar bis, Otaghvari & Sonkar
130. Eriocaulon ermeiense W.L.Ma ex Z.X.Zhang
131. Eriocaulon escape B.F.Hansen
132. Eriocaulon eurypeplon Körn.
133. Eriocaulon exsertum Satake
134. Eriocaulon faberi Ruhland
135. Eriocaulon fenestratum Bojer ex Körn.
136. Eriocaulon fenshamii G.J.Leach
137. Eriocaulon fistulosum R.Br. ex Sm.
138. Eriocaulon flumineum Moldenke
139. Eriocaulon fluviatile Trimen
140. Eriocaulon fuliginosum Griseb.
141. Eriocaulon fulvum N.E.Br.
142. Eriocaulon fuscum S.M.Phillips
143. Eriocaulon fysonii R.Ansari & N.P.Balakr.
144. Eriocaulon gardnerianum A.L.R.Oliveira
145. Eriocaulon gibbosum Körn.
146. Eriocaulon giganticum R.J.Davies
147. Eriocaulon giluwense P.Royen
148. Eriocaulon glabripetalum W.L.Ma
149. Eriocaulon glandulosum Kimp.
150. Eriocaulon glaucum Griff.
151. Eriocaulon glaziovii Ruhland
152. Eriocaulon gomphrenoides Kunth
153. Eriocaulon gopalakrishnanum K.Rashmi & G.Krishnak.
154. Eriocaulon govindianum Sunil & Ratheesh
155. Eriocaulon graphitinum F.Muell. & Tate ex Ewart & Cookson
156. Eriocaulon gregatum Körn.
157. Eriocaulon griseum Körn.
158. Eriocaulon guadalajarense Ruhland
159. Eriocaulon guyanense Körn. ex D.Dietr.
160. Eriocaulon hamiltonianum Mart.
161. Eriocaulon hayatanum T.Koyama
162. Eriocaulon heleocharioides Satake
163. Eriocaulon henryanum Ruhland
164. Eriocaulon herzogii Moldenke
165. Eriocaulon × hessii Moldenke
166. Eriocaulon heterochiton Körn.
167. Eriocaulon heterodoxum Moldenke
168. Eriocaulon heterogynum F.Muell.
169. Eriocaulon heterolepis Steud.
170. Eriocaulon heteromallum Bong.
171. Eriocaulon heteropeplon Silveira
172. Eriocaulon hildebrandtii Körn. ex Ruhland
173. Eriocaulon homotepalum T.Koyama
174. Eriocaulon hookerianum Stapf
175. Eriocaulon hooperae Moldenke
176. Eriocaulon huanchacanum Hensold
177. Eriocaulon huianum Ruhland
178. Eriocaulon humboldtii Kunth
179. Eriocaulon hydrophilum Markötter
180. Eriocaulon idukkianum Manudev, Robi & Nampy
181. Eriocaulon inapertum G.J.Leach
182. Eriocaulon infaustum N.E.Br.
183. Eriocaulon infirmum Steud.
184. Eriocaulon inundatum Moldenke
185. Eriocaulon inyangense Arw.
186. Eriocaulon iringense S.M.Phillips
187. Eriocaulon irregulare Meikle
188. Eriocaulon jaliscanum S.Watson
189. Eriocaulon japonicum Körn.
190. Eriocaulon jauense Moldenke
191. Eriocaulon johnstonii Ruhland
192. Eriocaulon jordanii (Moldenke) Meikle
193. Eriocaulon kainantense Masam.
194. Eriocaulon kanarense Punekar, Watve & Lakshmin.
195. Eriocaulon kannurense Sunil, Ratheesh & Nandakumar
196. Eriocaulon karnatakense S.P.Gaikwad, Sardesai, U.S.Yadav & S.R.Yadav
197. Eriocaulon kinabaluense P.Royen
198. Eriocaulon kinlochii Moldenke
199. Eriocaulon kiusianum Maxim.
200. Eriocaulon koernickei Britton
201. Eriocaulon koernickianum Van Heurck & Müll.Arg.
202. Eriocaulon kolhapurense S.P.Gaikwad, Sardesai & S.R.Yadav
203. Eriocaulon komarovii Tzvelev
204. Eriocaulon konkanense Punekar, Malpure & Lakshmin.
205. Eriocaulon koynense Punekar, Mungikar & Lakshmin.
206. Eriocaulon kunmingense Z.X.Zhang
207. Eriocaulon lanatum H.E.Hess
208. Eriocaulon lanceolatum Miq. ex Körn.
209. Eriocaulon laniceps S.M.Phillips
210. Eriocaulon lanigerum Lecomte
211. Eriocaulon laosense Moldenke
212. Eriocaulon lasiolepis Ruhland
213. Eriocaulon latifolium Sm.
214. Eriocaulon laxifolium Körn.
215. Eriocaulon leianthum W.L.Ma
216. Eriocaulon leptophyllum Kunth
217. Eriocaulon leucogenes Ridl.
218. Eriocaulon leucomelas Steud.
219. Eriocaulon liberisepalum Z.X.Zhang
220. Eriocaulon ligulatum (Vell.) L.B.Sm.
221. Eriocaulon lineare Small
222. Eriocaulon linearifolium Körn.
223. Eriocaulon linearitepalum Kimp.
224. Eriocaulon lividum F.Muell.
225. Eriocaulon longicuspe Hook.f.
226. Eriocaulon longipedunculatum Lecomte
227. Eriocaulon longipetalum Rendle
228. Eriocaulon longirostrum Silveira & Ruhland
229. Eriocaulon lustratum P.Royen
230. Eriocaulon macrobolax Körn.
231. Eriocaulon maculatum Schinz
232. Eriocaulon madagascariense Moldenke
233. Eriocaulon madayiparense Swapna, K.P.Rajesh, Manju & Prakashk.
234. Eriocaulon magnificum Ruhland
235. Eriocaulon magnum Abbiatti
236. Eriocaulon maharashtrense Punekar & Lakshmin.
237. Eriocaulon majusculum Ruhland
238. Eriocaulon malabaricum Pradeep & Nampy
239. Eriocaulon mamfeense Meikle
240. Eriocaulon mangshanense W.L.Ma
241. Eriocaulon mannii N.E.Br.
242. Eriocaulon manoharanii Sunil & Naveen Kum.
243. Eriocaulon margaretae Fyson
244. Eriocaulon maronderanum S.M.Phillips
245. Eriocaulon matopense Rendle
246. Eriocaulon mbalensis S.M.Phillips
247. Eriocaulon meeboldii R.Ansari & N.P.Balakr.
248. Eriocaulon megapotamicum Malme
249. Eriocaulon meiklei Moldenke
250. Eriocaulon melanocephalum Kunth
251. Eriocaulon melanolepis Silveira
252. Eriocaulon mesanthemoides Ruhland
253. Eriocaulon mexicanum Moldenke
254. Eriocaulon microcephalum Kunth
255. Eriocaulon mikawanum Satake & T.Koyama
256. Eriocaulon milhoense Herzog
257. Eriocaulon minimum Lam.
258. Eriocaulon minusculum Moldenke
259. Eriocaulon minutissimum Ruhland
260. Eriocaulon minutum Hook.f.
261. Eriocaulon miquelianum Körn.
262. Eriocaulon miserrimum Ruhland
263. Eriocaulon miserum Körn.
264. Eriocaulon misionum A.Cast.
265. Eriocaulon modestum Kunth
266. Eriocaulon modicum S.M.Phillips
267. Eriocaulon mokalense Moldenke
268. Eriocaulon molinae L.O.Williams
269. Eriocaulon monococcon Nakai
270. Eriocaulon monoscapum F.Muell.
271. Eriocaulon montanum P.Royen
272. Eriocaulon mulanjeanum S.M.Phillips
273. Eriocaulon multiscapum A.L.R.Oliveira
274. Eriocaulon mutatum N.E.Br.
275. Eriocaulon nadjae S.M.Phillips
276. Eriocaulon nairii Chandrab. & V.Chandras.
277. Eriocaulon nantoense Hayata
278. Eriocaulon nanum R.Br.
279. Eriocaulon nautiliforme Lecomte
280. Eriocaulon nautiliformoides Praj. & J.Parn.
281. Eriocaulon neglectum Ruhland
282. Eriocaulon nematophyllum G.J.Leach
283. Eriocaulon neocaledonicum Schltr.
284. Eriocaulon nepalense J.D.Prescott ex Bong.
285. Eriocaulon nigericum Meikle
286. Eriocaulon nigriceps Merr.
287. Eriocaulon nigrobracteatum E.L.Bridges & Orzell
288. Eriocaulon nigrocapitatum Kimp.
289. Eriocaulon nigrum Lecomte
290. Eriocaulon novoguineense P.Royen
291. Eriocaulon nudicuspe Maxim.
292. Eriocaulon obclavatum Satake
293. Eriocaulon obtriangulare Kimp.
294. Eriocaulon obtusum Ruhland
295. Eriocaulon odashimai Masam.
296. Eriocaulon odontospermum G.J.Leach
297. Eriocaulon odoratum Dalzell
298. Eriocaulon officinale Körn.
299. Eriocaulon oreadum P.Royen
300. Eriocaulon oryzetorum Mart.
301. Eriocaulon ovoideum Britton & Small
302. Eriocaulon ozense T.Koyama
303. Eriocaulon pachystroma P.Royen
304. Eriocaulon palghatense R.Ansari & N.P.Balakr.
305. Eriocaulon pallescens (Nakai) Satake
306. Eriocaulon pallidum R.Br.
307. Eriocaulon palmeri Ruhland
308. Eriocaulon paludicola Silveira
309. Eriocaulon palustre Salm-Dyck ex Steud.
310. Eriocaulon panagudianum R.Ansari & N.P.Balakr.
311. Eriocaulon panamense Moldenke
312. Eriocaulon pancheri Lecomte ex Guillaumin & Beauvis.
313. Eriocaulon papillosum Körn.
314. Eriocaulon paradoxum Moldenke
315. Eriocaulon paraguayense Körn.
316. Eriocaulon parkeri B.L.Rob.
317. Eriocaulon parnellii Praj. & Chantar.
318. Eriocaulon parvicapitulatum Moldenke
319. Eriocaulon parvicephalum Darsh., R.K.Choudhary, Datar & Tamhankar
320. Eriocaulon parviflorum (Fyson) R.Ansari & N.P.Balakr.
321. Eriocaulon parvitepalum Kimp.
322. Eriocaulon parvulum S.M.Phillips
323. Eriocaulon parvum Körn.
324. Eriocaulon patericola G.J.Leach
325. Eriocaulon pectinatum Ruhland
326. Eriocaulon peninsulare Punekar & Lakshmin.
327. Eriocaulon periyarense Sunil, Naveen Kum. & Remya Kr.
328. Eriocaulon perplexum Satake & H.Hara
329. Eriocaulon peruvianum Ruhland
330. Eriocaulon petraeum S.M.Phillips & Burgt
331. Eriocaulon phatamense Praj. & Chantar.
332. Eriocaulon philippo-coburgii Szyszyl. ex Wawra
333. Eriocaulon phuchongense Praj. & Chantar.
334. Eriocaulon phuphanense Praj. & J.Parn.
335. Eriocaulon phuphanoides Praj. & J.Parn.
336. Eriocaulon pictum Fritsch
337. Eriocaulon pilgeri Ruhland
338. Eriocaulon piliflorum Ruhland
339. Eriocaulon pilosissimum P.Royen
340. Eriocaulon pioraense P.Royen
341. Eriocaulon plumale N.E.Br.
342. Eriocaulon plumbeum Mart. ex Colla
343. Eriocaulon polhillii S.M.Phillips
344. Eriocaulon poluense F.T.Wang & Tang
345. Eriocaulon porembskii S.M.Phillips & Mesterházy
346. Eriocaulon pradeepii Anto & Reshma
347. Eriocaulon pringlei S.Watson
348. Eriocaulon psammophilum S.M.Phillips
349. Eriocaulon pseudocompressum Ruhland
350. Eriocaulon pseudoescape Prajaksood & Chantar.
351. Eriocaulon pseudoquinquangulare Ruhland
352. Eriocaulon pseudotruncatum Z.X.Zhang
353. Eriocaulon pubigerum Bong.
354. Eriocaulon pulchellum Körn.
355. Eriocaulon pulvinatum P.Royen
356. Eriocaulon pusillum R.Br.
357. Eriocaulon pygmaeum Sol. ex Sm.
358. Eriocaulon pykarense Nampy & Manudev
359. Eriocaulon quinquangulare L.
360. Eriocaulon radiosum (Ruhland) A.L.R.Oliveira
361. Eriocaulon raipurense K.K.Khanna & Mudgal & An.Kumar
362. Eriocaulon rajendrababui R.Ansari & N.P.Balakr.
363. Eriocaulon ramnadense R.Ansari & N.P.Balakr.
364. Eriocaulon ramocaulon Kimp.
365. Eriocaulon ratnagiricum S.R.Yadav, S.P.Gaikwad & Sardesai
366. Eriocaulon ravenelii Chapm.
367. Eriocaulon recurvibracteum Kimp.
368. Eriocaulon regnellii Moldenke
369. Eriocaulon reitzii Moldenke & L.B.Sm.
370. Eriocaulon remotum Lecomte
371. Eriocaulon richardianum (Fyson) R.Ansari & N.P.Balakr.
372. Eriocaulon ritchieanum Ruhland
373. Eriocaulon rivicola G.J.Leach, M.D.Barrett & R.L.Barrett
374. Eriocaulon robustobrownianum Ruhland
375. Eriocaulon robustum Steud.
376. Eriocaulon rockianum Hand.-Mazz.
377. Eriocaulon rosenii (Pax) Lye
378. Eriocaulon roseum Fyson
379. Eriocaulon rosulatum Körn.
380. Eriocaulon rouxianum Steud.
381. Eriocaulon rubescens Moldenke
382. Eriocaulon rufum Lecomte
383. Eriocaulon saccatum P.Royen
384. Eriocaulon sachalinense Miyabe & Nakai
385. Eriocaulon santapaui Moldenke
386. Eriocaulon scariosum Sm.
387. Eriocaulon schiedeanum Körn.
388. Eriocaulon schimperi Körn. ex Ruhland
389. Eriocaulon schippii Standl. ex Moldenke
390. Eriocaulon schischkinii Tzvelev
391. Eriocaulon schlechteri Ruhland
392. Eriocaulon schochianum Hand.-Mazz.
393. Eriocaulon schultzii Benth.
394. Eriocaulon sclerocephalum Ruhland
395. Eriocaulon sclerophyllum W.L.Ma
396. Eriocaulon scorpionensis P.Royen
397. Eriocaulon scullionii G.J.Leach
398. Eriocaulon sedgwickii Fyson
399. Eriocaulon seemannii Moldenke
400. Eriocaulon sellowianum Kunth
401. Eriocaulon selousii S.M.Phillips
402. Eriocaulon senegalense N.E.Br.
403. Eriocaulon sessile Meikle
404. Eriocaulon setaceum L.
405. Eriocaulon sexangulare L.
406. Eriocaulon sharmae R.Ansari & N.P.Balakr.
407. Eriocaulon siamense Moldenke
408. Eriocaulon sigmoideum C.Wright
409. Eriocaulon silicicola Ridl.
410. Eriocaulon silveirae Moldenke
411. Eriocaulon similischimperi Kimp.
412. Eriocaulon similitepalum Kimp.
413. Eriocaulon sinealaeum Kimp.
414. Eriocaulon singulare Moldenke
415. Eriocaulon sivarajanii R.Ansari & N.P.Balakr.
416. Eriocaulon smitinandii Moldenke
417. Eriocaulon sollyanum Royle
418. Eriocaulon sonderianum Körn.
419. Eriocaulon soucherei Moldenke
420. Eriocaulon sparganioides Bong.
421. Eriocaulon spectabile F.Muell.
422. Eriocaulon spongiola Hensold
423. Eriocaulon spongiosifolium Silveira
424. Eriocaulon spruceanum Körn.
425. Eriocaulon stellulatum Körn.
426. Eriocaulon stenophyllum R.E.Fr.
427. Eriocaulon steyermarkii Moldenke
428. Eriocaulon stipantepalum Kimp.
429. Eriocaulon striatum Lam.
430. Eriocaulon strictum Milne-Redh.
431. Eriocaulon subglaucum Ruhland
432. Eriocaulon submersum Welw. ex Rendle
433. Eriocaulon sulanum S.M.Phillips & Burgt
434. Eriocaulon sumatranum Ruhland
435. Eriocaulon taeniophyllum S.M.Phillips
436. Eriocaulon taishanense F.Z.Li
437. Eriocaulon takae Koidz.
438. Eriocaulon talbotii R.Ansari & N.P.Balakr.
439. Eriocaulon tanakae Ruhland
440. Eriocaulon taquetii Lecomte
441. Eriocaulon tenuifolium Klotzsch ex Körn.
442. Eriocaulon tepicanum Moldenke
443. Eriocaulon teusczii Engl. & Ruhland
444. Eriocaulon texense Körn.
445. Eriocaulon thailandicum Moldenke
446. Eriocaulon thouarsii Lecomte
447. Eriocaulon thwaitesii Körn.
448. Eriocaulon thysanocephalum S.M.Phillips
449. Eriocaulon tingilomum S.M.Phillips & Mesterházy
450. Eriocaulon togoense Moldenke
451. Eriocaulon tortuosum F.Muell.
452. Eriocaulon transvaalicum N.E.Br.
453. Eriocaulon tricornum G.J.Leach
454. Eriocaulon trilobatum Ruhland
455. Eriocaulon trisectoides Satake
456. Eriocaulon truncatum Buch.-Ham. ex Mart.
457. Eriocaulon tuberiferum A.R.Kulk. & Desai
458. Eriocaulon tubiflorum P.Royen
459. Eriocaulon tuyamae Satake
460. Eriocaulon ubonense Lecomte
461. Eriocaulon ulaei Ruhland
462. Eriocaulon ussuriense Körn. ex Regel
463. Eriocaulon vandaanamense Sunil, Ratheesh & Sivad.
464. Eriocaulon varium Kimp.
465. Eriocaulon vasudevanii R.Ansari & N.P.Balakr.
466. Eriocaulon vaupesense Moldenke
467. Eriocaulon volkensii Engl.
468. Eriocaulon walkeri Hook.f.
469. Eriocaulon wayanadense Vivek, Swapna & K.K.Suresh
470. Eriocaulon weddellianum A.L.R.Oliveira
471. Eriocaulon welwitschii Rendle
472. Eriocaulon wightianum Mart.
473. Eriocaulon wildii S.M.Phillips
474. Eriocaulon willdenovianum Moldenke
475. Eriocaulon williamsii Moldenke
476. Eriocaulon wolseleyi G.J.Leach
477. Eriocaulon woodsonianum Moldenke
478. Eriocaulon xenopodion T.Koyama
479. Eriocaulon xeranthemum Mart.
480. Eriocaulon zambesiense Ruhland
481. Eriocaulon zollingerianum Körn.
482. Eriocaulon zyotanii Satake

## Vanjske poveznice
- A World of Eriocaulon Aquarium Plants

|  | Zajednički poslužitelj ima još gradiva o temi Eriocaulon |
|  | Wikivrste imaju podatke o taksonu Eriocaulon             |